# レースを編む女 (ネッチェル)
『レースを編む女』（レースをあむおんな、蘭: De Kantmaker、英: The Lace Maker）は、17世紀オランダ絵画黄金時代の画家カスパル・ネッチェルが1662年にキャンバス上に油彩で制作した絵画で、議論の余地のない画家の傑作である。壁に掛けられた版画の下端部に「C. NETSCHER 1662」という署名と制作年が記されている。作品は現在、ロンドンのウォレス・コレクションに所蔵されている。

## 作品

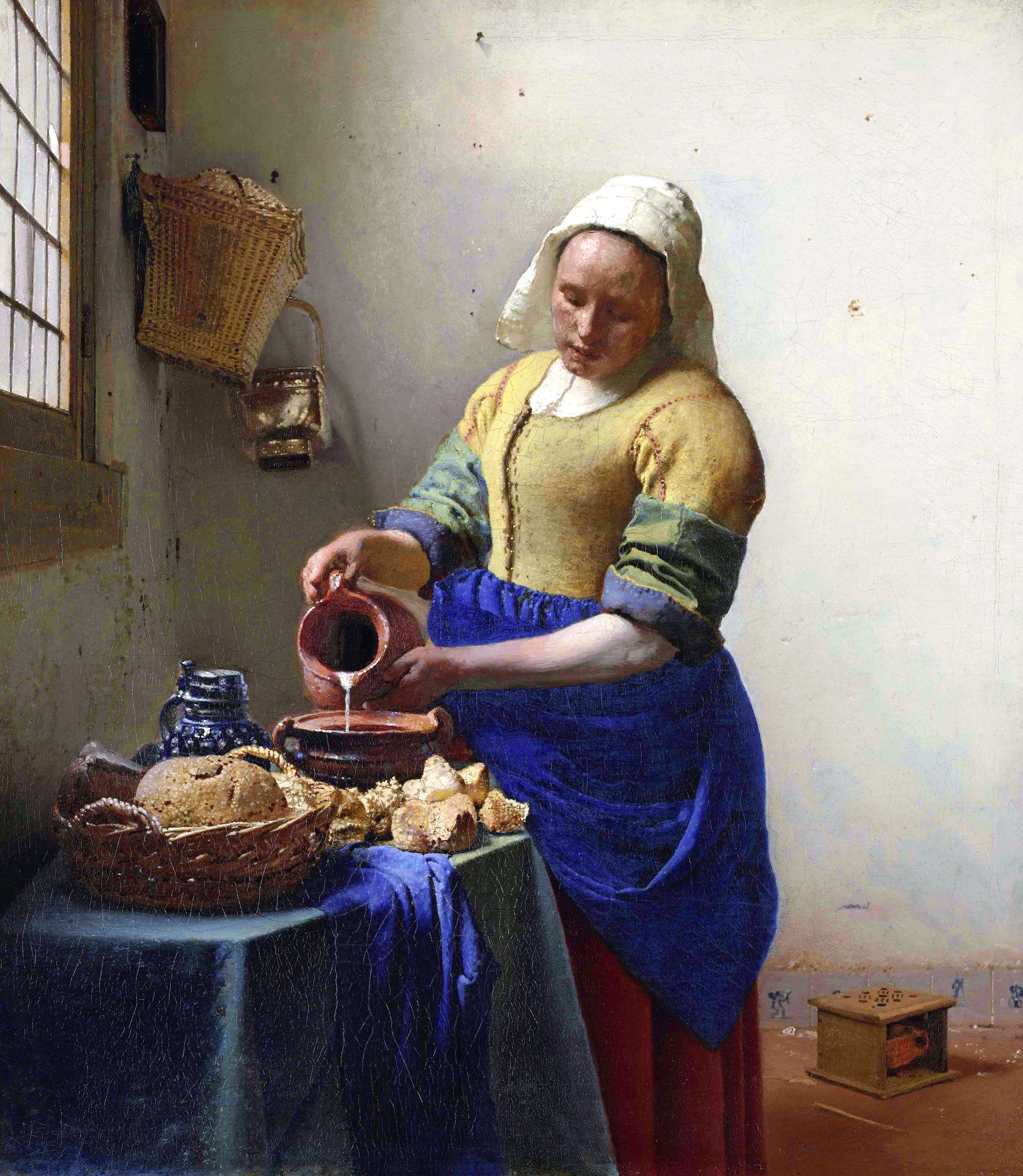
『牛乳を注ぐ女』(1657年ごろ)、アムステルダム国立美術館

ネッチェルは1654年ごろにヘラルト・テル・ボルフに入門し、彼の最も忠実な後継者となった。1660年代以降に描かれたネッチェルの風俗画は、師テル・ボルフ同様に上流市民家庭の室内に設定され、豪奢な衣装、とりわけサテンの布地の質感描写を巧みに描いたものが多い。一方、そうした絵画より以前に描かれた本作は、きわめて質素で寡黙な情景を親密な眼差しで捉えた異色の作品である。
ボビンレースを編んでいる女性の横顔を浮かび上がらせる明るい白壁の配置や、壁の釘跡や割れ目にいたるまでの克明な描写は、フェルメールの『牛乳を注ぐ女』 (アムステルダム国立美術館) の影響を如実に示している。
一方で、本作は、オランダ美術において女性の理想的な徳を最も的確に表した例の1つである。17世紀において女性はしばしば危険視され、同時代の道徳主義者たちは結婚して主婦となることだけを女性の唯一の職業として推奨した。家庭での主婦の主な義務はその秩序と清潔さを保つことであり、それは左側の壁に立てかけてある箒によって示唆されている。女性の質素なウールの衣服は虚栄心の欠如をほのめかし、繊細で難しい作業であるレース編みに没頭することは彼女の真剣さと道徳的正しさを強調する。注意深く、貞節な主婦のイメージは、より広範な意味合いを有していた。家庭とその正しいあり方は、オランダ社会全体の運命を決めるのに決定的な重要性を持つと考えられていたのである。

この絵画は、1913年に美術史家ホフステーデ・デ・フロートにより以下のように記述されている。
48番。レースを編む女。ジョン・スミス (美術史家) の著作で21番。等身大。簡素な衣服を着た横顔の女性が右を向いて座っている。膝の上に載せたボビンレースのクッションの上で両手を使って作業をしている。彼女は緑色のスカート、首と肘のところで白い下着が見える明るい赤色の胴着、黒い刺繍のある薄い帽子を身に着けている。左側前景の、彼女の背後の床には、彼女の靴が脱ぎ捨てられている。その先の隅には箒がある。奥には陽光に照らされた壁があり、その右側には額縁のない風景版画が2本の釘でゆるく留められている。版画の端には「C. Netscher」と署名され、「166」と制昨年が記されている [ポンペ (Pompe) 売却目録によれば1662年であるが、クロード・フィリップス卿 (Sir Claude Philips) と翻訳者D・S・マッコル (D. S. MacColl) 氏によれば1664年] 。板[マッコル氏によればキャンバス] 、縦13インチ、横10インチと1/2。1818年にロンドンの英国学院で展示された。

売却歴。1780年5月19日、J. Pompe van Meerdervoort, Soeterwoude, (700florins, Delfos)。1804年9月10日、パリのM. van Leyden (7000 francs, Paillet)、Ch. Blanc, ii. 221頁を参照のこと。1807年、ロンドン、(£199: 10s.)。1833年、ロンドンのハートフォード侯爵 (Marquess of Hertford) のコレクション蔵 (ジョン・スミス)。1910年の目録で237番としてロンドンのウォレス・コレクション蔵。